# Человек, который смотрит
«Человек, который смотрит» (англ. Extreme Close-Up) — американский художественный фильм 1973 года, драма режиссёра Жанно Шварца, снятая по сценарию Майкла Крайтона. Главные роли в этом фильме исполнили Джим МакМаллэн, Кейт Вудвилл, Куртис Кредель и Джеймс Э.Уотсон-младший. Премьера фильма состоялась 16 мая 1973 года в США.

## Сюжет
Репортёр, работающий на телевидении должен сделать репортаж о вуайеризме и видеонаблюдении за частной жизнью людей. Для этого он арендует в магазине необходимую аппаратуру.
Наконец репортаж успешно завершён, и репортёр хочет сдать оборудование, взятое напрокат. Но магазин уже закрыт и аппаратура остаётся в распоряжении у журналиста ещё на один день.
Теперь репортёр хочет воспользоваться оборудованием для себя — он настраивает аппаратуру, чтобы понаблюдать за семейной парой, живущей в соседнем доме. Идея подглядывания захватывает его всё больше и больше, до тех пор, пока она не становится его навязчивой идеей — репортёр сам становится одним из вуайеристов, о которых он вначале снимал репортаж.

## В ролях
- Джим МакМаллэн — Джон Норман
- Кейт Вудвилл — Салли Норман
- Джеймс Э.Уотсон-младший — оператор
- Бэра Бирнс — Сильвия Марина, актриса
- Джеки Жиру — Барби
- Шерил Кинг — Нурсе
- Аль Чекко — продавец аппаратуры видеонаблюдения
- Куртис Кредель — репортёр
- Энтони Карбоне
- Джон Холмес
- Глория Леонард
- Регис Кордик

## Другие названия
- «Секс через окно» (англ. Sex Through a Window)
- «Чрезвычайно крупный план» (англ. Extreme Close-Up)